# II Congreso Nacional del Kuomintang
El II Congreso Nacional del Kuomintang (en chino tradicional, 中國國民黨第二次全國代表大会) fue el segundo congreso nacional del Kuomintang, celebrado del 1 al 19 de enero de 1926 en Cantón, provincia de Cantón, República de China.

## Historia
Wang Jingwei, Chiang Kai-shek, Li Dazhao, Mao Zedong, Zhang Guotao y Zhou Enlai asistieron a la reunión. Chen Duxiu se quedó en Shanghái y no participó. El asesor soviético Mijaíl Borodin tuvo una influencia significativa durante el II Congreso Nacional.
El 29 de septiembre de 1925, el importante comité de propuestas del II Congreso Nacional del Kuomintang celebró su primera reunión; La reunión decidió que la propuesta sobre cuestiones de propaganda sería redactada por Wang Jingwei, Chen Fumu y Mao Zedong; Mao Zedong comenzó a participar en los preparativos del II Congreso Nacional del Kuomintang.: 137  El 12 de noviembre, la 119ª reunión del Comité Ejecutivo Central del Kuomintang decidió establecer el Comité de Revisión de Calificación de Delegados del II Congreso Nacional del Kuomintang y nominó a Tan Pingshan, Deng Zeru, Lin Boqu, Lin Sen y Mao Zedong como miembros.: 140  El 31 de diciembre, Mao Zedong asistió a la 131ª reunión del Comité Ejecutivo Central del Kuomintang. En la reunión se discutió y se decidió sobre la lista del presídium del II Congreso Nacional, la agenda de la conferencia y la lista de relatores sobre diversos asuntos gubernamentales. Se suponía que Mao Zedong daría un informe sobre el trabajo de propaganda.: 147   Del 1 al 19 de enero, Mao Zedong asistió al II Congreso Nacional como miembro suplente del Comité Ejecutivo Central. Asistieron 256 delegados, un tercio de los cuales eran miembros del Partido Comunista de China y un tercio eran izquierdistas del Kuomintang.: 150 

## Resultados
El Congreso aprobó resoluciones sobre asuntos del partido, política, finanzas, asuntos militares, propaganda, diplomacia, trabajadores, campesinos, mujeres, jóvenes y empresarios, y eligió nuevos miembros del Comité Ejecutivo Central y del Comité de Supervisión. El Congreso decidió continuar aplicando la política de alianza con la Unión Soviética, el PCCh y de apoyo a los campesinos y trabajadores determinado por el I Congreso Nacional, e imponer sanciones de disciplina partidaria a los derechistas que participaron en el Grupo de las Colinas Occidentales.: 150 
Chiang Kai-shek fue elegido por primera vez para el Comité Ejecutivo Central del Kuomintang.